# Alois Riegl
Alois Riegl (14 de gener de 1858, Linz, Imperi Austríac - 17 de juny de 1905, Viena, Imperi Austrohongarès) fou un historiador de l'art austríac i un dels impulsors del formalisme.

## Biografia
Exercí de conservador a l'Österreichischen Museum für Kunst und Industrie (museu de Viena) entre el 1886 i el 1897. El 1897 s'establí com a professor a la Universitat de Viena. El 1903 publicà Der moderne DenkmalKultus, sein Wesen, seine Entstehung (culte modern als monuments), mentre presidia una comissió sobre els monuments històrics. Aquesta obra és considerada fonamental en la història de l'art, però també i sobretot en restauració; proposa una taula de valors i de subvalors que permeten analitzar els monuments. La taula es basa en el concepte de "Kunstwollen", que es pot traduir per voluntat artística.